# 弗列沃湖 (列寧格勒州)
58°33′39″N 29°53′7″E / 58.56083°N 29.88528°E
弗列沃湖（俄语：Врево），是俄羅斯的湖泊，位於該國西北部，由列寧格勒州負責管轄，處於切列梅涅茨科耶湖西南面，面積12.8平方公里，集水區面積279平方公里。